# Nyagasumo
Nyagasumo är ett periodiskt vattendrag i Burundi.   Det ligger i provinsen Gitega, i den centrala delen av landet, 50 km öster om huvudstaden Bujumbura.
Omgivningarna runt Nyagasumo är en mosaik av jordbruksmark och naturlig växtlighet. Runt Nyagasumo är det tätbefolkat, med 411 invånare per kvadratkilometer.